# Oribatula hessei
Oribatula hessei är en kvalsterart som först beskrevs av Oudemans 1903.  Oribatula hessei ingår i släktet Oribatula och familjen Oribatulidae. Inga underarter finns listade i Catalogue of Life.